# Sacro Bosco

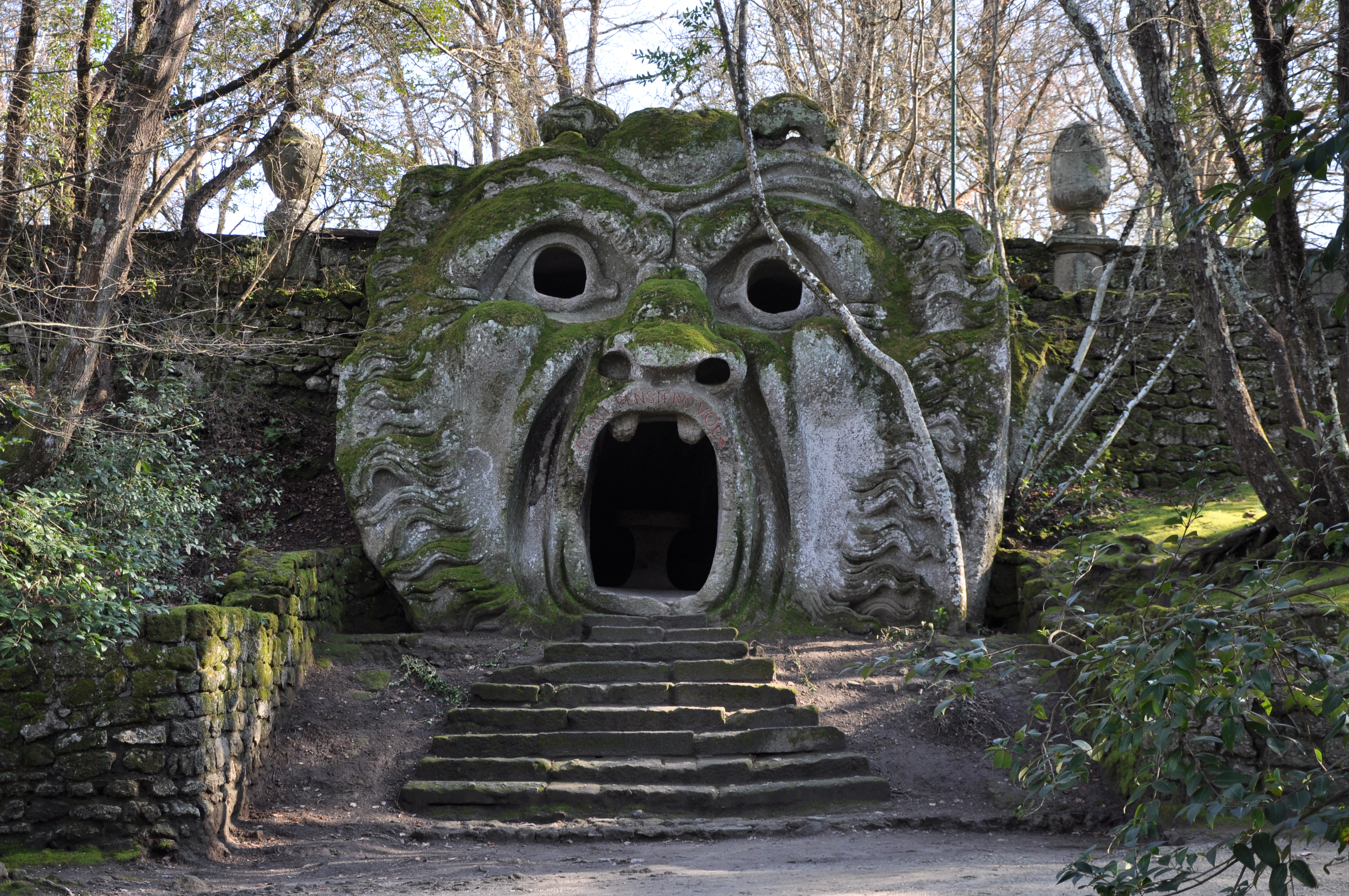
Obr v parku Sacro Bosco

Sacro Bosco (česky Posvátný háj či Posvátný les), též Parco dei Mostri (Park nestvůr), je manýristický park ze 16. století, který se nachází v zalesněném údolí asi 2 km od města Bomarzo ve středoitalské provincii Viterbo a je vyzdoben kamennými sochami různých nestvůr a mytologických bytostí. Park nechal kolem roku 1550 založit vévoda Vicino Orsini. Práce trvaly asi 30 let a sochaři využívali kamenné bloky, které se již nacházely na místě. Po vévodově smrti park zpustl a byl využíván jako pastvina. K obnově došlo počátkem 20. století, dnes je park turistickou atrakcí.